# راهب زرشکی (جاستین همر)
راهب زرشکی (به انگلیسی: Crimson Cowl) (جاستین همر) یک شخصیت تخیلی و ابرتبه‌کارانه در کتاب‌های کامیک می‌باشد. این کاراکتر به دست کرت بوسیک و مارک بگلی خلق شده و در صاعقه‌ها شماره ۳ام (ژوئن ۱۹۹۷) معرفی شد.
وی همچنین عضو گروه‌های تبه‌کارانه‌ای چون استادان شیطان است.

جدا از کتاب‌های کامیک، شرکت مارول از راهب زرشکی در دیگر کالاهای خود از جمله پوشاک، اسباب‌بازی، ورق بازی، انیمیشن‌های تلویزیونی و بازی‌های رایانه‌ای استفاده کرده است.
جاستین دومین نفر (بعد از اولتران) بود که از اسم مستعار راهب زرشکی استفاده کرد.